# Avraam Papadopoulos
Avraam Papadopoulos (in greco: Αβραάμ Παπαδόπουλος; Melbourne, 3 dicembre 1984) è un dirigente sportivo ed ex calciatore greco, di ruolo difensore, attuale team manager dell'Olympiacos.

## Carriera

### Club
Fa parte dell'Aris dal 2001, quando firmò il suo primo contratto ed entrò nelle giovanili della squadra. Nel 2008 si trasferisce all'Olympiacos.
Con queste due squadre ha giocato in UEFA Champions League, Coppa UEFA e UEFA Europa League; in particolare ha preso parte alle 2 partite di Coppa UEFA 2005-2006 dell'Aris Salonicco, squadra che in quella stagione militava in seconda serie.
Il 1º settembre 2014, all'ultimo giorno di calciomercato, viene acquistato dai turchi del Trabzonspor a titolo gratuito.

### Nazionale
Dopo aver impressionato il CT della nazionale greca, Otto Rehhagel, è stato convocato per la prima volta in occasione dell'amichevole contro la Repubblica Ceca del 5 febbraio 2008, vinta dagli ellenici.
Non convocato per Euro 2008, viene successivamente convocato per i Mondiali 2010 (disputati da titolare) ed Euro 2012; in quest'ultima, in occasione della sfida inaugurale contro la Polonia (1-1), viene sostituito al 37' da Kyriakos Papadopoulos a causa di un infortunio che lo ha costretto a saltare il resto della competizione.

## Statistiche

### Presenze e reti nei club
Statistiche aggiornate al 3 novembre 2016.
| Stagione            | Squadra             | Campionato          | Campionato | Campionato | Coppe nazionali | Coppe nazionali | Coppe nazionali | Coppe continentali | Coppe continentali | Coppe continentali | Altre coppe | Altre coppe | Altre coppe | Totale | Totale |
| Stagione            | Squadra             | Comp                | Pres       | Reti       | Comp            | Pres            | Reti            | Comp               | Pres               | Reti               | Comp        | Pres        | Reti        | Pres   | Reti   |
| ------------------- | ------------------- | ------------------- | ---------- | ---------- | --------------- | --------------- | --------------- | ------------------ | ------------------ | ------------------ | ----------- | ----------- | ----------- | ------ | ------ |
| 2008-2009           | Olympiacos          | SL                  | 22         | 0          | CG              | 6               | 0               | UCL+CU             | 2+7                | 0                  | -           | -           | -           | 37     | 0      |
| 2009-2010           | Olympiacos          | SL                  | 24+5       | 2          | CG              | 1               | 0               | UCL                | 11                 | 1                  | -           | -           | -           | 41     | 3      |
| 2010-2011           | Olympiacos          | SL                  | 26         | 0          | CG              | 3               | 0               | UEL                | 1                  | 0                  | -           | -           | -           | 30     | 0      |
| 2011-2012           | Olympiacos          | SL                  | 22         | 0          | CG              | 5               | 0               | UCL+UEL            | 5+3                | 0                  | -           | -           | -           | 35     | 0      |
| 2012-2013           | Olympiacos          | SL                  | 5          | 3          | CG              | 2               | 0               | UCL+UEL            | 0                  | 0                  | -           | -           | -           | 7      | 3      |
| 2013-2014           | Olympiacos          | SL                  | 20         | 0          | CG              | 4               | 0               | UCL                | 0                  | 0                  | -           | -           | -           | 24     | 0      |
| ago. 2014           | Olympiacos          | SL                  | 1          | 0          | CG              | 0               | 0               | UCL                | 0                  | 0                  | -           | -           | -           | 1      | 0      |
| Totale Olympiakos   | Totale Olympiakos   | Totale Olympiakos   | 120+5      | 5          |                 | 21              | 0               |                    | 29                 | 1                  |             | -           | -           | 175    | 6      |
| ago. 2014-gen. 2015 | Trabzonspor         | SL                  | 5          | 0          | TK              | 2               | 0               | UEL                | 5                  | 1                  | -           | -           | -           | 10     | 1      |
| 2015                | Shanghai Shenhua    | CSL                 | 23         | 1          | CC              | 1               | 0               | -                  | -                  | -                  | -           | -           | -           | 24     | 1      |
| 2016                | Júbilo Iwata        | J1                  | 13         | 1          | CG+CdL          | 0+1             | 0               | -                  | -                  | -                  | -           | -           | -           | 14     | 1      |
| 2017                | Júbilo Iwata        | J1                  | 0          | 0          | CG+CdL          | 0               | 0               | -                  | -                  | -                  | -           | -           | -           | 0      | 0      |
| Totale Júbilo Iwata | Totale Júbilo Iwata | Totale Júbilo Iwata | 13         | 1          |                 | 1               | 0               |                    | -                  | -                  |             | -           | -           | 14     | 1      |
| Totale carriera     | Totale carriera     | Totale carriera     | 161+5      | 7          |                 | 23              | 0               |                    | 34                 | 2                  |             | -           | -           | 223    | 9      |

### Cronologia presenze e reti in nazionale
| Cronologia completa delle presenze e delle reti in nazionale ― Grecia | Cronologia completa delle presenze e delle reti in nazionale ― Grecia | Cronologia completa delle presenze e delle reti in nazionale ― Grecia | Cronologia completa delle presenze e delle reti in nazionale ― Grecia | Cronologia completa delle presenze e delle reti in nazionale ― Grecia | Cronologia completa delle presenze e delle reti in nazionale ― Grecia | Cronologia completa delle presenze e delle reti in nazionale ― Grecia | Cronologia completa delle presenze e delle reti in nazionale ― Grecia |
| Data                                                                  | Città                                                                 | In casa                                                               | Risultato                                                             | Ospiti                                                                | Competizione                                                          | Reti                                                                  | Note                                                                  |
| --------------------------------------------------------------------- | --------------------------------------------------------------------- | --------------------------------------------------------------------- | --------------------------------------------------------------------- | --------------------------------------------------------------------- | --------------------------------------------------------------------- | --------------------------------------------------------------------- | --------------------------------------------------------------------- |
| 5-2-2008                                                              | Nicosia                                                               | Grecia                                                                | 1 – 0                                                                 | Rep. Ceca                                                             | Amichevole                                                            | -                                                                     | 46’                                                                   |
| 10-9-2008                                                             | Riga                                                                  | Lettonia                                                              | 0 – 2                                                                 | Grecia                                                                | Qual. Mondiali 2010                                                   | -                                                                     |                                                                       |
| 11-10-2008                                                            | Atene                                                                 | Grecia                                                                | 3 – 0                                                                 | Moldavia                                                              | Qual. Mondiali 2010                                                   | -                                                                     |                                                                       |
| 15-10-2008                                                            | Atene                                                                 | Grecia                                                                | 1 – 2                                                                 | Svizzera                                                              | Qual. Mondiali 2010                                                   | -                                                                     | 43’                                                                   |
| 11-2-2009                                                             | Atene                                                                 | Grecia                                                                | 1 – 1                                                                 | Danimarca                                                             | Amichevole                                                            | -                                                                     | 46’                                                                   |
| 28-3-2009                                                             | Ramat Gan                                                             | Israele                                                               | 1 – 1                                                                 | Grecia                                                                | Qual. Mondiali 2010                                                   | -                                                                     |                                                                       |
| 1-4-2009                                                              | Candia                                                                | Grecia                                                                | 2 – 1                                                                 | Israele                                                               | Qual. Mondiali 2010                                                   | -                                                                     |                                                                       |
| 12-8-2009                                                             | Bydgoszcz                                                             | Polonia                                                               | 2 – 0                                                                 | Grecia                                                                | Amichevole                                                            | -                                                                     | 46’                                                                   |
| 5-9-2009                                                              | Basilea                                                               | Svizzera                                                              | 2 – 0                                                                 | Grecia                                                                | Qual. Mondiali 2010                                                   | -                                                                     | 73’                                                                   |
| 9-9-2009                                                              | Chișinău                                                              | Moldavia                                                              | 1 – 1                                                                 | Grecia                                                                | Qual. Mondiali 2010                                                   | -                                                                     | 58’ 81’                                                               |
| 14-10-2009                                                            | Atene                                                                 | Grecia                                                                | 2 – 1                                                                 | Lussemburgo                                                           | Qual. Mondiali 2010                                                   | -                                                                     |                                                                       |
| 3-3-2010                                                              | Volo                                                                  | Grecia                                                                | 0 – 2                                                                 | Senegal                                                               | Amichevole                                                            | -                                                                     | 46’                                                                   |
| 25-5-2010                                                             | Altach                                                                | Corea del Nord                                                        | 2 – 2                                                                 | Grecia                                                                | Amichevole                                                            | -                                                                     | 46’                                                                   |
| 2-6-2010                                                              | San Gallo                                                             | Paraguay                                                              | 2 – 0                                                                 | Grecia                                                                | Amichevole                                                            | -                                                                     |                                                                       |
| 12-6-2010                                                             | Port Elizabeth                                                        | Corea del Sud                                                         | 2 – 0                                                                 | Grecia                                                                | Mondiali 2010 - 1º turno                                              | -                                                                     |                                                                       |
| 17-6-2010                                                             | Bloemfontein                                                          | Grecia                                                                | 2 – 1                                                                 | Nigeria                                                               | Mondiali 2010 - 1º turno                                              | -                                                                     |                                                                       |
| 22-6-2010                                                             | Polokwane                                                             | Grecia                                                                | 0 – 2                                                                 | Argentina                                                             | Mondiali 2010 - 1º turno                                              | -                                                                     |                                                                       |
| 11-8-2010                                                             | Belgrado                                                              | Serbia                                                                | 0 – 1                                                                 | Grecia                                                                | Amichevole                                                            | -                                                                     | 46’                                                                   |
| 3-9-2010                                                              | Atene                                                                 | Grecia                                                                | 1 – 1                                                                 | Georgia                                                               | Qual. Euro 2012                                                       | -                                                                     | 83’                                                                   |
| 7-9-2010                                                              | Zagabria                                                              | Croazia                                                               | 0 – 0                                                                 | Grecia                                                                | Qual. Euro 2012                                                       | -                                                                     |                                                                       |
| 8-10-2010                                                             | Atene                                                                 | Grecia                                                                | 1 – 0                                                                 | Lettonia                                                              | Qual. Euro 2012                                                       | -                                                                     |                                                                       |
| 12-10-2010                                                            | Atene                                                                 | Grecia                                                                | 2 – 1                                                                 | Israele                                                               | Qual. Euro 2012                                                       | -                                                                     |                                                                       |
| 17-11-2010                                                            | Vienna                                                                | Austria                                                               | 1 – 2                                                                 | Grecia                                                                | Amichevole                                                            | -                                                                     |                                                                       |
| 26-3-2011                                                             | Ta' Qali                                                              | Malta                                                                 | 0 – 1                                                                 | Grecia                                                                | Qual. Euro 2012                                                       | -                                                                     |                                                                       |
| 29-3-2011                                                             | Atene                                                                 | Grecia                                                                | 0 – 0                                                                 | Polonia                                                               | Amichevole                                                            | -                                                                     |                                                                       |
| 10-8-2011                                                             | Sarajevo                                                              | Bosnia ed Erzegovina                                                  | 0 – 0                                                                 | Grecia                                                                | Amichevole                                                            | -                                                                     | 50’                                                                   |
| 2-9-2011                                                              | Tel Aviv                                                              | Israele                                                               | 0 – 1                                                                 | Grecia                                                                | Qual. Euro 2012                                                       | -                                                                     |                                                                       |
| 7-10-2011                                                             | Atene                                                                 | Grecia                                                                | 2 – 0                                                                 | Croazia                                                               | Qual. Euro 2012                                                       | -                                                                     | 81’                                                                   |
| 11-11-2011                                                            | Atene                                                                 | Grecia                                                                | 1 – 1                                                                 | Russia                                                                | Amichevole                                                            | -                                                                     |                                                                       |
| 15-11-2011                                                            | Altach                                                                | Grecia                                                                | 1 – 3                                                                 | Romania                                                               | Amichevole                                                            | -                                                                     | 46’                                                                   |
| 29-2-2012                                                             | Candia                                                                | Grecia                                                                | 1 – 1                                                                 | Belgio                                                                | Amichevole                                                            | -                                                                     |                                                                       |
| 26-5-2012                                                             | Kufstein                                                              | Grecia                                                                | 1 – 1                                                                 | Slovenia                                                              | Amichevole                                                            | -                                                                     |                                                                       |
| 31-5-2012                                                             | Kufstein                                                              | Armenia                                                               | 0 – 1                                                                 | Grecia                                                                | Amichevole                                                            | -                                                                     | 31’                                                                   |
| 8-6-2012                                                              | Varsavia                                                              | Polonia                                                               | 1 – 1                                                                 | Grecia                                                                | Euro 2012 - 1º turno                                                  | -                                                                     | 37’                                                                   |
| 22-3-2013                                                             | Zenica                                                                | Bosnia ed Erzegovina                                                  | 3 – 1                                                                 | Grecia                                                                | Qual. Mondiali 2014                                                   | -                                                                     |                                                                       |
| 5-3-2014                                                              | Atene                                                                 | Grecia                                                                | 0 – 2                                                                 | Corea del Sud                                                         | Amichevole                                                            | -                                                                     |                                                                       |
| 18-11-2014                                                            | La Canea                                                              | Grecia                                                                | 0 – 2                                                                 | Serbia                                                                | Amichevole                                                            | -                                                                     |                                                                       |
| Totale                                                                |                                                                       | Presenze                                                              | 37                                                                    |                                                                       | Reti                                                                  | 0                                                                     |                                                                       |

## Palmarès

### Club
- Campionato greco: 8

Olympiakos: 2008-2009, 2010-2011, 2011-2012, 2012-2013, 2013-2014, 2019-2020, 2020-2021, 2021-2022
- Coppa di Grecia: 4

Olympiakos: 2008-2009, 2011-2012, 2012-2013, 2019-2020

### Individuale
- Calciatore greco dell'anno: 1

2011